# LIP×LIP FILM×LIVE〜この世界の楽しみ方〜
『LIP×LIP FILM×LIVE〜この世界の楽しみ方〜』は、HoneyWorksの手がけるアイドルユニット、「LIP×LIP」の結成秘話を綴った映画。HoneyWorks10周年記念に映画化。

## あらすじ
母が歌舞伎役者と結婚し、小さい頃から毎日歌舞伎の稽古をしていた勇次郎は、いつか歌舞伎の舞台に立つことを夢見て稽古に励んでいたが、後継者には弟が選ばれ夢への道が絶たれてしまう。
一方、小さい頃から歌うことが好きでダンスも得意な愛蔵は、両親が離婚してから一切歌うことなく、一緒に暮らす母や兄の奔放な姿にイラだちを覚える日々を送っていて、そんな2人はある日ふとしたキッカケでアイドルオーディションに応募する。
一次審査を通過し二次審査会場で出会った勇次郎と愛蔵は、些細な事から言い争いになり、お互いムカつくやつと思っていた。そんな2人はオーディションの二次審査に合格！しかし、喜ぶ2人に田村社長がデビューの条件である「ユニットを組んでデビューしてもらいます」という言葉を告げられた。
大人気グループ、「Full Throttle4（FT4）」のMEGUとDAIがダンスの練習の指導役になり早速やってみるも、2人とも息を合わせる気もなくバラバラ。そんな中、オーディション会場であった海堂飛鳥と苺谷星空はその振り付けを完璧にこなす。そんな2人を見て勇次郎と愛蔵は苛立ちを覚える。
息も合わず、性格も合わない2人が大人気アイドルになるまでの物語。

## 登場人物
勇次郎（ゆうじろう） / 染谷 勇次郎（そめや ゆうじろう）
声 - 内山昂輝
愛蔵（あいぞう） / 柴崎 愛蔵（しばさき あいぞう）
声 - 島﨑信長
海堂 飛鳥
声 - 藤原丈一郎(なにわ男子)
勇次郎、愛蔵と同じオーディションを受ける。
苺谷 星空
声 - 大橋和也(なにわ男子)
勇次郎、愛蔵と同じオーディションを受ける。
IV
声 - 福山潤
Full Throttle4のメンバー。
YUI
声 - 斉藤壮馬
Full Throttle4のメンバー。
RIO
声 - 内田雄馬
Full Throttle4のメンバー。
MEGU
声 - 柿原徹也
Full Throttle4のメンバー。
DAI
声 - 増田俊樹
Full Throttle4のメンバー。
田村 レイ
声 - 沢城みゆき
新生芸能事務所・メビウスの社長。
内田 茉優
声 - 茅野愛衣
新生芸能事務所・メビウスのマネージャー。
柴崎 健（しばさき けん）
声 - 江口拓也
柴崎 裕子
声 - 堀江由衣
愛蔵の母親。
染谷 玉五郎
声 - 平田広明
勇次郎の父親。
染谷 多恵
声 - 桑島法子
勇次郎の母親。
染谷 光一郎
声 - 土岐隼一
勇次郎の弟。
成海 聖奈（なるみ せな）
声 - 雨宮天
成海 萌奈（なるみ もな）
声 - 夏川椎菜
アイドルになる前の一般人として登場。
前田 睦
声 - 櫻井孝宏
マネージャー。

## スタッフ
- 原作・音楽 - HoneyWorks
- 監督 - 室井ふみえ[2]
- 脚本 - 成田良美[2]
- キャラクターデザイン - 大島美和[2]
- 美術設定 - 二嶋隆文[2]
- 美術監督 - 二嶋隆文[2]
- 色彩設計 - 小宮ひかり[2]
- 編集 - 木村佳史子[2]
- 撮影監督 - 佐藤光洋[2]
- 音響監督 - 長崎行男[2]
- オープニング主題歌 - LIP×LIP「LOVE&KISS」[2][3]
- エンディング主題歌 - LIP×LIP「この世界の楽しみ方」[3]
- エグゼクティブプロデューサー - 紀伊宗之[2]
- 企画・プロデュース - 斎藤俊輔[2]
- プロデューサー - 小出大樹[2]
- 制作プロデューサー - 松尾亮一郎[2]
- 制作 - CLAP[3]
- 配給 - 東映[2]